# كريم أباد (ميانة)
كريم أباد هي قرية في مقاطعة ميانة، إيران. عدد سكان هذه القرية هو 34 في سنة 2006.